# Jute-Spinnerei und Weberei Bremen
Die Jute-Spinnerei und Weberei Bremen war ein Unternehmen, das in Bremen im Stadtteil Walle, zwischen Nordstraße und dem Hafengebiet sowie in Delmenhorst, Weberstraße 6, Standorte hatte. In Bremen wurde die Fabrik im Volksmund nur die Jute genannt.

## Geschichte

### Gründung des Unternehmens
Vorgeschichte
Die Weserkorrektion der Unterweser, wegen der Versandung des Stroms, begann 1881 und wurden 1895 vollendet. Die bremischen Häfen konnten sich nunmehr entwickeln. Bremen gehörte nicht dem Deutschen Zollverein an, war also Zollausland. 1883 und 1884 siedelten sich deshalb große Industriebetriebe von Bremer Kaufleuten außerhalb der Stadtgrenzen an: In Delmenhorst die Norddeutsche Wollkämmerei und Kammgarnspinnerei, (Nordwolle), im damals preußischen Blumenthal die Bremer Wollkämmerei und im preußischen Hemelingen eine Jute-Spinnerei.
1888 schloss sich Bremen dem Deutschen Zollverein an. 1887/88 wurde  der neue Europahafen als Freihafen gebaut. Bremer Unternehmer hatten damit Sicherheit für neue Ansiedlungen. Es wurde die Verarbeitung von Rohjute in unmittelbarer Nähe des neuen bremischen Hafengeländes, dem Löschplatz der Juteeinfuhren im Zollausschlußbezirk, sinnvoll. Der Bedarf an Verpackungsmaterial in der Form von Jutesäcke für die aufstrebende Hafenwirtschaft wurde zunehmend größer. Rohjute konnte zu günstigen Preisen in ausreichenden Mengen importiert werden.
Die Gründung
Albert Haasemann, junger Direktor einer Jutespinnerei und Weberei von 1873 im damals preußischen Hemelingen, erkannte den Standortvorteil nahe der Bremer Freihäfen. Er und der Bankier Bernhard Loose gründeten mit Unterstützung vom Kaufmann Christoph Hellwig Papendieck und vom Kaufmann und Konsul Johann Smidt 1888 die  Jute-Spinnerei und Weberei Bremen. Papendieck und Smidt fanden und besorgten in Walle eine geeignete, 7,5 Hektar große Fläche an der späteren Nordstraße und dem Gröpelinger Deich mit der Flurbezeichnung Syndikushof; davon wurden 4 Hektar für die Fabrik und der Rest für Wohnungen und Straßen verwendet. Haasemann wurde alleiniger Vorstand und Gustav Lahusen erster Aufsichtsratsvorsitzender der neuen Aktiengesellschaft mit einem Anfangskapital von 1,5 Mio. Mark. Im Aufsichtsrat waren namhafte Kaufleute wie Senator Johannes C. Achelis, Bankier  Eduard Wätjen, Theodor Lürmann und Konsul Julius Brabant vertreten.
Nach Haasemanns Plänen konnte die Fabrik rechtzeitig und nach „einer Rekordleistung im Fabrikbau“ zur Eröffnung des Europahafens am 21. Oktober 1888 fertiggestellt werden. Da der Zollanschluss Bremens auf den 15. Oktober 1888 terminiert war, konnten die nötigen Maschinen noch zollfrei aus dem Ausland eingeführt werden. Mit Spinnmaschinen mit rund 4500 Feinspindeln und 240 Webstühlen wurde die Produktion aufgenommen. Bis 1890 waren es bereits 6700 Feinspindeln und 320 Webstühle. 1100 Mitarbeiter waren anfänglich beschäftigt. Bis 1896 verdoppelte sich die Anzahl der Spindeln, Webstühle und der Beschäftigten.
Noch vor der Entstehung der Jute gründeten Papendieck und Smidt 1887 den Gemeinnützigen Bremer Bauverein, der westlich des Jute-Geländes Grundstücke auf dem Waller Wied erwarb, um dort Arbeiterwohnhäuser zu errichten. Die Heimatstraße und die Eintrachtstraße gebaut und Ende 1888 die ersten Häuser bezogen. Bis 1893 folgte die Wohnbebauung an der Bogens-, Frieden-, Wied- und Pfeilstraße.
Das Werk musste später mehrfach erweitert und Arbeiter aus Thüringen (aus Eichsfeld), Böhmen, Polen, Galizien und dem Südosten Europas angeworben werden. Auf Grund der überwiegend katholischen Zuwanderer entstand 1898 die katholische Marienkirche in Walle, die erheblichen Zulauf hatte. Die starke britische Konkurrenz mit ihren Niedriglöhnen zwang auch die Jute zu einem niedrigen Lohnniveau, was vom Textilarbeiterverband beklagt wurde. Auf Haasemanns Betreiben wurden soziale Hilfsmaßnahmen vom Werk eingeleitet, zum Teil unter Mithilfe der bürgerlichen Wohlfahrtsverbände. Der Bau von Wohnungen, die Einrichtung eines Säuglings- und Kinderheimes (1907), eine betriebliche ärztliche Betreuung mit zwei Ärzten und Maßnahmen der Altenfürsorge erfolgten in unmittelbarer Nähe der Fabrik. Zudem entstand eine Betriebskrankenkasse. Rund 2 Mio. Mark für Arbeiterwohlfahrtseinrichtungen waren 1913 in der Bilanz verzeichnet, davon 825.000 Mark für die Arbeiterwohnungen.
Die Firma entwickelte sich zu einem der bedeutendsten Unternehmen in dieser Branche. Von 1895 bis 1930 war Bruno Girardoni (1864–1934) Direktor der Fabrik; nach ihm wurde eine Straße in Hemelingen benannt. 1896 wurden 2000 Mitarbeiter beschäftigt, 1913 waren es 2150. Bedingt durch den Ersten Weltkrieg wurde die Produktion  deutlich reduziert und so gab es 1918 nur noch 800 Beschäftigte.

### Von 1919 bis 1945
Auch nach dem Ersten Weltkrieg gelang ein neuer Aufschwung der Firma. 1928 zählte die Jute 1680 Mitarbeitern. 1932 übernahm das Unternehmen die Jute-Spinnerei Delmenhorst und die Barther Jute-Spinnerei in Vorpommern. Jute war damit das zweitgrößte  Unternehmen in der Juteindustrie. 1931 schied Haasemann aus dem Vorstand aus und wurde Vorsitzender des Aufsichtsrats. Carl Julius Brabant, Neffe des Firmenmitbegründers, wurde 1919 Mitglied des Aufsichtsrats, 1928 Vorsitzender des Aufsichtsrates und war von 1931 bis 1959 Direktor der Firma und danach wieder Aufsichtsratsvorsitzender. Der Katholik Brabant kam aus dem Bankhaus Loose. Er konnte den Einfluss der Nationalsozialisten, trotz seiner Ablehnung des Regimes, nicht verhindern. 1938 waren in Bremen und Delmenhorst 2164 Mitarbeiter bei der Jute.
Im Zweiten Weltkrieg arbeiteten polnische Zwangsarbeiterinnen in der Fabrik. Ab 1940 waren die Häfen und die Industrie häufig das Ziel der alliierten Bombenangriffe. Die Fabrik wurde mehrfach getroffen, produzierte jedoch eingeschränkt weiter. 1944 wurde die Jute wie auch der Bremer Westen durch den Großangriffs am 18./19. August endgültig zerstört.

### Von 1945 bis 1996
Ab 1946 erfolgte der Wiederaufbau der Produktionsanlagen. Einige  Werkswohnungen entstanden später in kleinerem Umfang an anderer Stelle, wie auch das Kinderheim. Brabant war wieder Vorstandsvorsitzender. 1947 produzierte die Firma u. a. Papier und Säcke für Bergwerke, die ihrerseits Kohle an ein Stahlwerk lieferte, welches sich als Kompensation am Wiederaufbau des Bremer Jute-Werkes beteiligte. 1949 produzierten die Fabriken in Bremen und Delmenhorst mit 1350 Mitarbeitern. Carl Julius Brabant jr., der Sohn des langjährigen Direktors, wurde 1951 stellvertretender Vorstandsvorsitzender. Er führte die Produktion von Jutebreitgewebe für Tufting-Teppichböden erfolgreich ein.
Die Stadtplanung sah für den Bereich westlich der Nordstraße der Jute-Spinnerei keine Wohnbesiedlung mehr vor, lediglich für das Heimatstraßenviertel, konnte eine Anwohnerinitiative unter Führung von Paul Falck den Wiederaufbau von Wohnungen durchsetzen.
Die Jute-Spinnerei verzeichnete einen bescheidenen Aufschwung. 1959 war die Auftragslage aber wieder schlecht. Das Bremer Werk am Europahafen wurde geschlossen sowie die Produktion und Verwaltung nach Delmenhorst verlegt. Hohe Rohstoffpreise führten zu Absatzschwierigkeiten. Gastarbeiter aus der Türkei arbeiteten vermehrt in der Fabrik in Delmenhorst. Trotz neuer Produkte setzten sich, auch wegen einer negativen Konjunktur, die Schwierigkeiten des Unternehmens fort. 1971/1972 kam es zu Produktionseinschränkungen und Entlassungen. Statt in Jutesäcke wurden Waren zunehmend u. a. in Containern transportiert.
1973 verlagerte die Jute-Spinnerei Maschinen von Delmenhorst auf die Insel Mauritius, wo lediglich bis 1977 für die Jute produziert wurde. 1973 wurde in Delmenhorst der erste Teppichbodenmarkt eröffnet; Grundstein für eine wachsende Einzelhandelskette. Nach 1980 ging es wieder aufwärts durch die Fertigung von Textiltapeten. Nach elf Jahren ohne Dividenden konnte die Gesellschaft 1980 Gewinne für ihre Aktionäre ausschütten. Der Umsatz stieg von rund 50 Mio. Mark bis 1987  auch durch Firmenzukäufe auf über 100 Mio. Mark. 1988 waren 608 Mitarbeiter beschäftigt, davon bereits 420 bei der Handelskette.
Der Weser-Kurier vermeldete bei der Jute für 1989 wieder eine günstige Entwicklung. Neuer Großaktionär war nun die Burg Calenberg Import-Warenhandelsgesellschaft aus Bovenden-Harste. Ende 1996 wurde die Produktion in Delmenhorst eingestellt und das Werk mit noch 100 Mitarbeitern geschlossen.
Erinnerungen
In Walle erinnern die Albert-Haasemann-Straße, die Brabantstraße sowie der Eduard-Milse-Weg (langjähriger Technischer Leiter und Mitglied des Vorstands) an die Jute-Spinnerei.
Bekannte Frauen aus der Bremer Frauenbewegung wie Käthe Popall, Hermine Berthold und Maria Krüger waren bei der Jute-Spinnerei beschäftigt.